# Im Zweifel glücklich
Im Zweifel glücklich (Originaltitel: Brad’s Status) ist eine US-amerikanische Tragikomödie aus dem Jahr 2017 von Mike White, der auch das Drehbuch schrieb. Deutscher Kinostart war am 29. März 2018.

## Handlung
Eigentlich hat Brad ein glückliches Leben: Eine liebende Ehefrau, eine erfüllende Arbeit und einen talentierten Sohn. Als er mit ihm renommierte Colleges an der US-Ostküste besichtigt, kommen Erinnerungen an seine eigene Studienzeit auf. Je mehr er über sein Leben nachdenkt, desto mehr beschleicht ihn das Gefühl, dass seine Freunde von damals weit mehr im Leben erreicht haben als er selbst.
Mit Herz und Humor geht der Film der Frage nach, was im Leben wirklich wichtig ist.

## Synchronisation
Die deutschsprachige Synchronisation des Films übernahm die Cinephon in Berlin.
| Schauspieler    | Rolle           | Synchronsprecher  |
| --------------- | --------------- | ----------------- |
| Ben Stiller     | Brad Sloan      | Oliver Rohrbeck   |
| Austin Abrams   | Troy Sloan      | Patrick Baehr     |
| Michael Sheen   | Craig Fisher    | Marcus Off        |
| Shazi Raja      | Ananya          | Victoria Frenz    |
| Jenna Fischer   | Melanie Sloan   | Antje von der Ahe |
| Luisa Lee       | Maya            | Nadine Zaddam     |
| Luke Wilson     | Jason Hatfield  | Markus Pfeiffer   |
| Jemaine Clement | Billy Wearstler | Tommy Morgenstern |